# 국가수상부
국가수상부(독일어: Reichskanzlei 라이히스칸츨라이[*])는 독일 제국 시기부터 나치 독일 시기까지 독일의 국가수상(Reichskanzler)의 집무기관을 가리킨 이름이다. 오늘날 독일연방공화국의 연방수상의 집무처는 연방총리청이라고 한다.

## 국가수상부 구청사

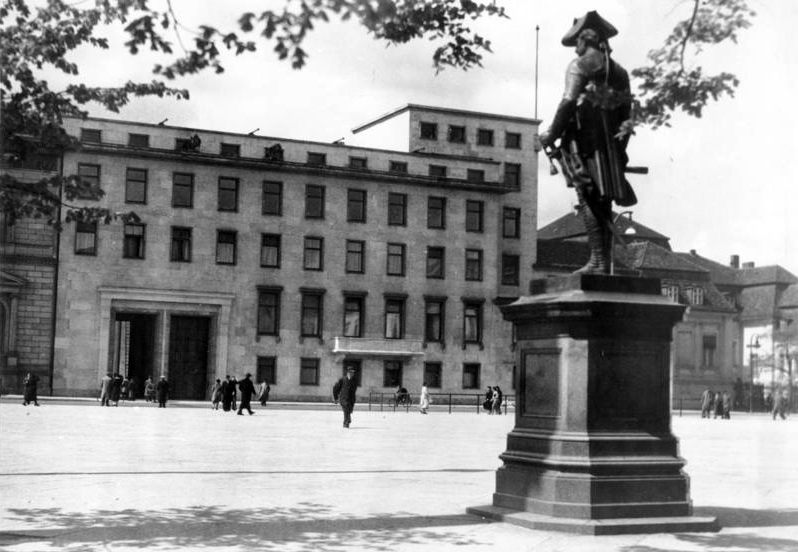
국가수상부 신청사의 정원 입구

본래 군사동맹이었던 북독일 연방이 1867년 7월 1일 연방국가로 탈바꿈하면서 연방수상(Bundeskanzler)직이 베를린에 신설되었고 프로이센의 총리 오토 폰 비스마르크가 초대 수상으로 임명되었다. 1871년 1월 18일 독일이 통일된 후 비스마르크는 신생 독일 제국의 국가수상이 되었다.
1869년 프로이센 정부는 폴란드-프로이센계 귀족 안토니 라드지비우의 궁전이었던 로코코 양식의 건축물 슐렌부르크 궁(빌헬름 가 77번지)을 매입하여 1875년부터 수상부 건물로 사용하였다. 이후 1878년 7월의 베를린 회의, 1884년의 콩고 회의가 이 건물에서 개최되었다.
바이마르 공화국의 국가수상부는 모더니즘 양식으로 청사 남쪽을 확장했고 1930년에 그 공사가 끝났다. 1932년-33년에 국가대통령 파울 폰 힌덴부르크의 집무처였던 빌헬름 가 73번지가 보수공사를 하게 되어 힌덴부르크는 국가수상부 건물에서 집무를 보았다. 때문에 1933년 1월 30일 힌덴부르크가 아돌프 히틀러를 수상으로 임명한 것도 이 건물에서였다. 이후 히틀러가 집권한 이후 구청사는 내부 장식을 히틀러의 취향에 맞게 개조했고, 마당에 총통엄폐호가 건설되었다.
베를린 공방전 당시 공습으로 구청사는 파괴되었고, 그 잔해는 1950년에야 치워졌다.

## 국가수상부 신청사
국가수상부 신청사는 1938년 1월 말 아돌프 히틀러가 알베르트 슈페어에게 공식 지시하여 1939년 만들어진 건물로, 신고전주의양식의 건물로 알려져있다. 실제로 크게 알려지지는 않았으나, 신청사에 대해서 아는 사람들은 신청사가 얼마나 큰 건물인지 짐작할 수 있다고 한다. 4,500명을 3교대씩으로 작업하여 완공하였으며, 작센하우젠수용소에서 만들어진 벽돌과 화강암등 기타 석재를 통해서 외관을 완성하였다.

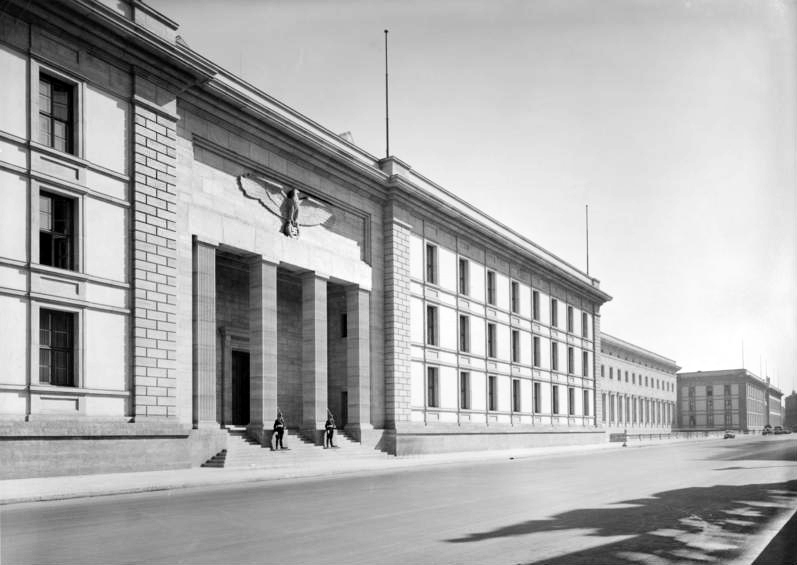
국가수상부 신청사의 외관모습.

신청사의 외부모습은, 마치 형무소와도 같은 느낌을 주지만, 막상 가까이서 보면 웅장하고 영속적인 형태를 볼 수 있다. 입구는 두곳인데, 한곳은 명예의 전당으로 들어가는 입구와, 한곳은 두 기둥이 버티고 서있으며, 앞에 친위대가 서있는 일반 입구이다.
뒷부분에는 넓은 정원이 있는데, 이는 아돌프 히틀러가 자신의 관저를 베르사유 궁전과 비슷하게 만들고자 했던 일임을 알 수 있다. 사실 이 신청사는 베르사유 궁전보다 몇배로 넓다. 복도넓이가 153m에 달하는 마블 갤러리만 하더라도, 베르사유궁의 거울의 방을 모방했다는 것을 쉽게 알 수 있기 때문이다.
신청사의 내부는 여러 곳으로 나뉜다. 그중 가장 유명한 것이 신청사의 복도인 '마블 갤러리'인데, 한쪽에는 높은 바로크 양식의 창문이 있으며, 반대쪽에는 아돌프 히틀러의 집무실이 있다. 또한 복도의 넓이는 153m에 달하며, 행정구역에서 마블 갤러리를 지나 문을 열면, 원형 홀과 모자이크 홀이 나온다. 이는 아돌프 히틀러가 얼마나 과대망상적인 건물을 만들었는지 짐작케 할 수 있다.
모자이크 홀은 붉은 석재로 이루어져 있으며, 마블 갤러리와 명예의 전당으로 향하는 통로중 하나이다. 실제로 이 관저에 있을 때 여러 고관들은 미끄러질지 않을까 조심했을 정도로 아주 매끄러웠으며, 바닥에는 천장이 비치고 있을만큼이나 말끔하였다.
베를린 공방전때 가장 큰 피해를 입었으며, 이후 붉은 군대의 대대적인 폭격과 포격으로 인해서 신청사와 구청사 모두 크게 타격을 입었다. 신청사는 전쟁 이후 연합군에 의해서 폭파되고 말았다. 보수를 한다 하더라도 비용이 만만치 않았고, 또한 그러한 건축물을 만든다면 네오나치의 상징물이 될 수 있기 때문이었다. 현재 신청사가 있던 곳에는 현대식 아파트가 자리 잡고 있으며, 남은 석재는 소련 전승 기념비를 비롯한 기타 건축자재로 쓰였다.

## 그림

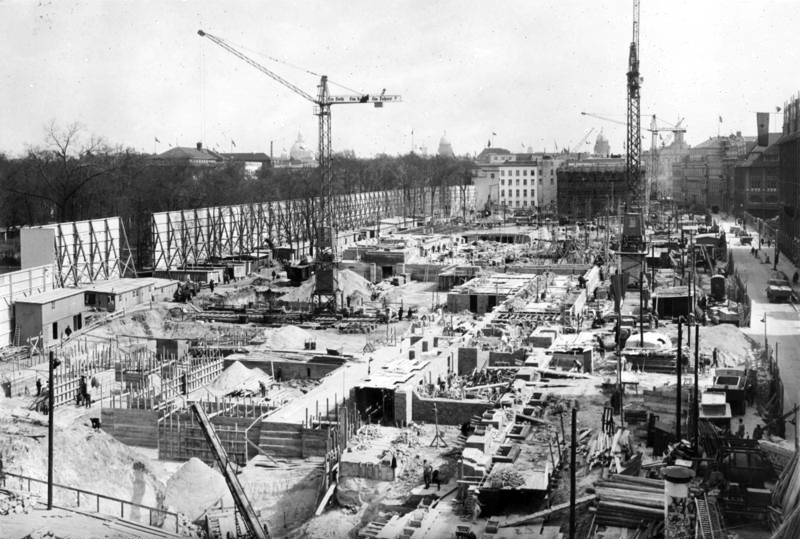
공사 중인 국가수상부 신청사(1938년).
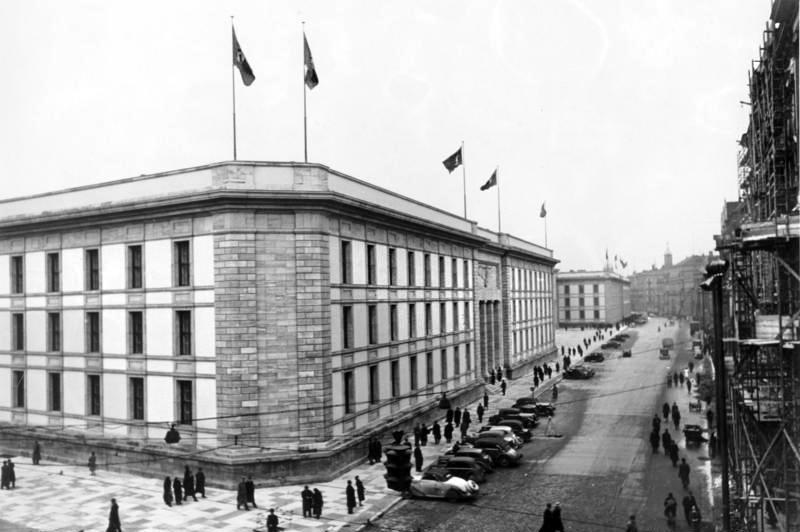
헤르만 괴링 가 쪽에서 본 국가수상부 신청사(1939년).
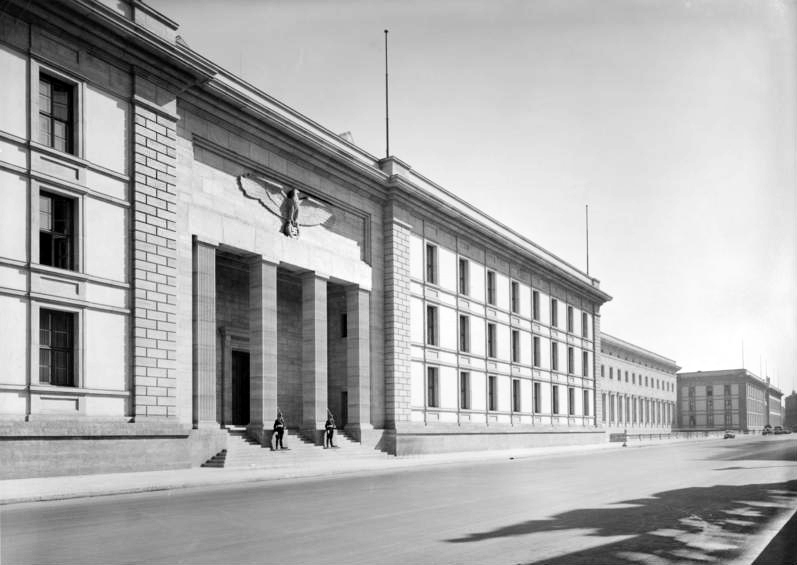
포스 가 쪽에서 본 국가수상부 신청사(1939년).
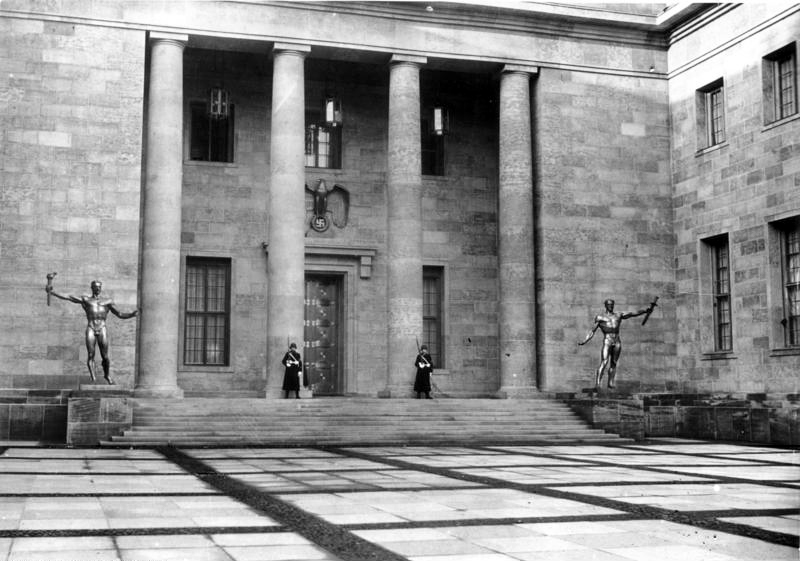
국가수상부 신청사의 "명예의 안뜰"(1939년)
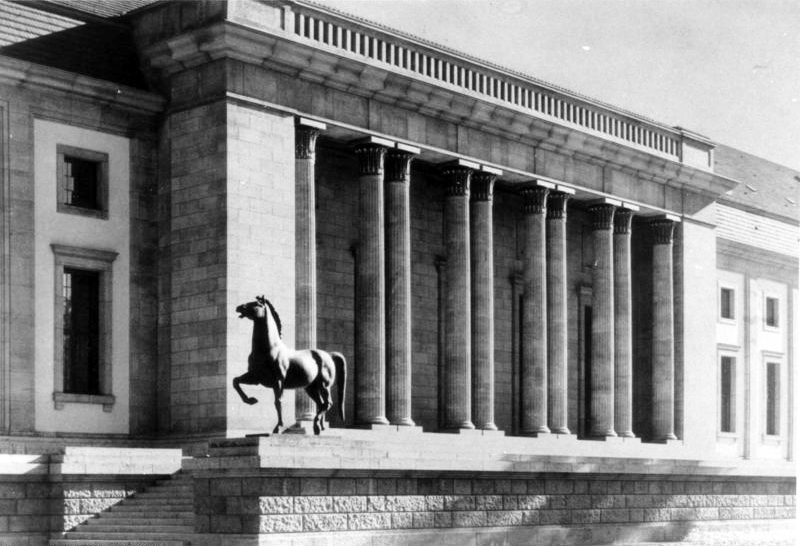
국가수상부 신청사의 정원 입구(1939년).
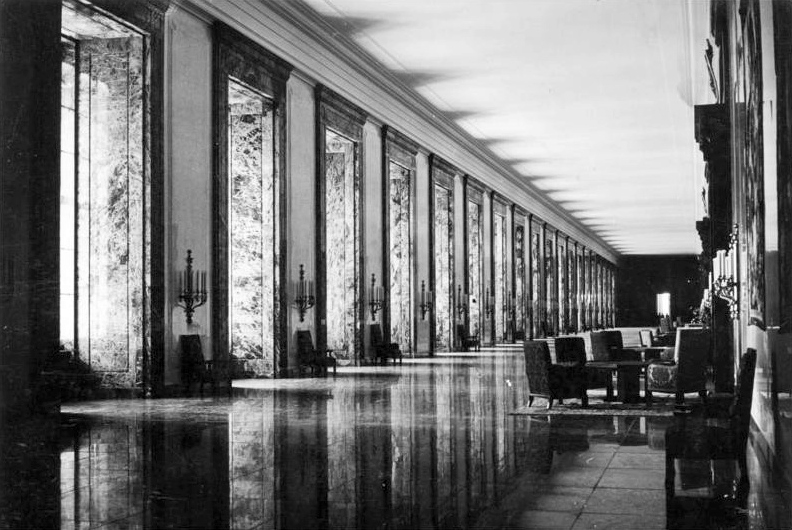
국가수상부 신청사의 대리석 복도(1939년).
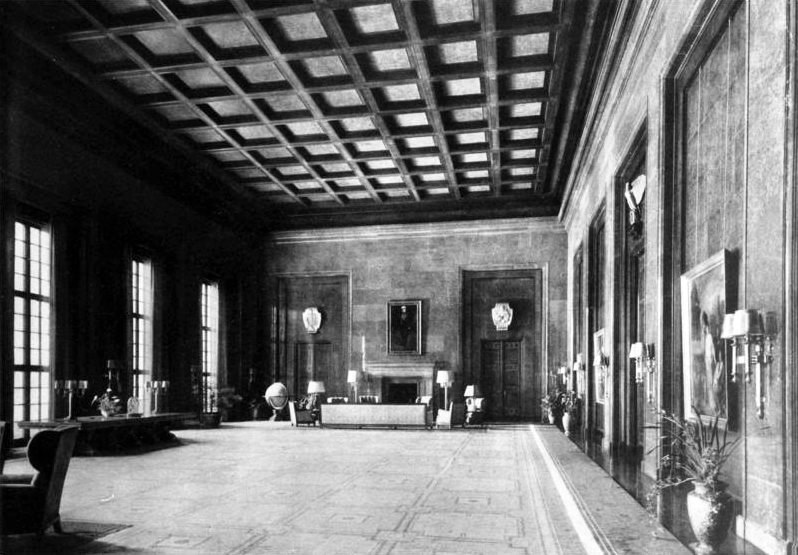
국가수상부 신청사의 히틀러 집무실(1939년).
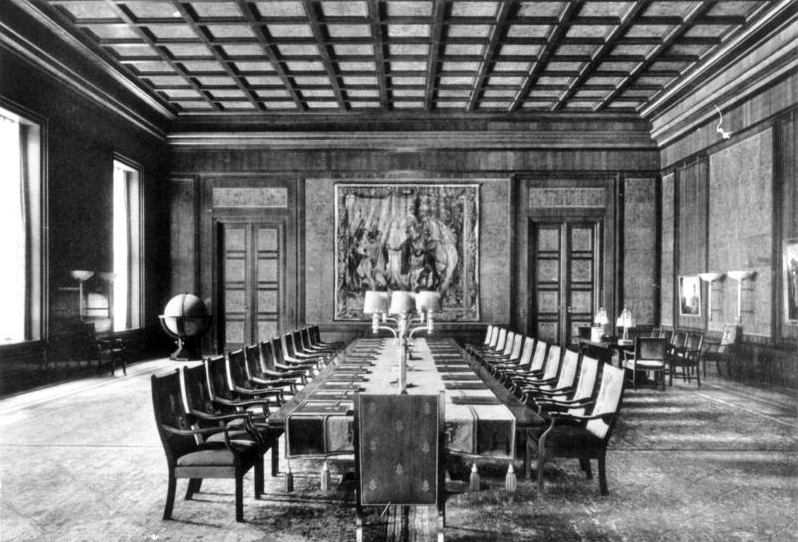
국가수상부 신청사의 내각 회의실(1939년)
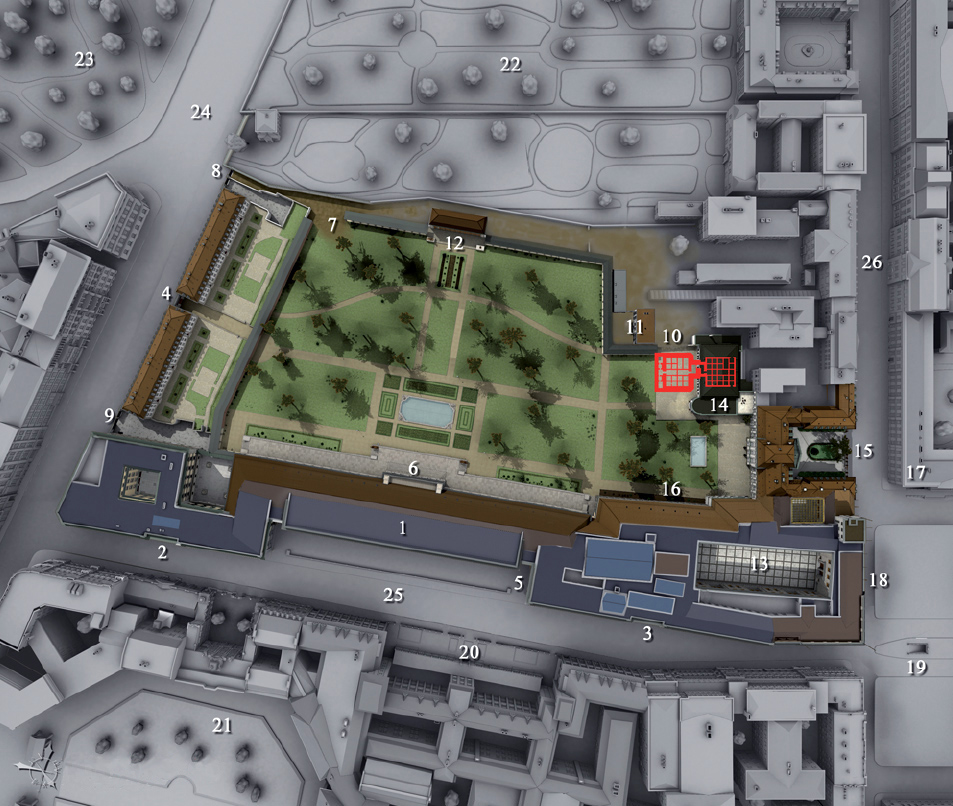
국가수상부 청사의 조감. 구청사(15), 신청사(1), 총통엄폐호(10).

## 같이 보기
- 연방총리청 (독일)
- 나치 건축